# كأس السوبر البرتغالي
كأس كانديدو دي أوليفيرا (أو كأس السوبر البرتغالي) هي مباراة كرة قدم برتغالية سنوية تُلعب منذ عام 1979 بين الفائز بالدوري البرتغالي الممتاز والفريق الفائز بكأس البرتغال. أطلقت تسمية المباراة والكأس تكريمًا لللاعب البرتغالي السابق والمدرب والصحفي الرياضي كانديدو دي أوليفيرا. كأس السوبر البرتغالي هي بطولة معترف بها من الاتحاد البرتغالي لكرة القدم الذي ينظمها منذ عام 1981، وعادة ما تلعب البطولة في أغسطس قبل بداية موسم الدوري.
يعتبر نادي بورتو الأكثر فوزاً بالكأس برصيد 24 لقبًا يليه نادي بنفيكا برصيد 10 ألقاب.

## تاريخ
في موسم 1943–44، نظمت مباراة خاصة لكأس السوبر بين بطل الدوري البرتغالي سبورتينغ لشبونة والفائز بتاكا دي البرتغال بنفيكا بمناسبة افتتاح الملعب الوطني. وعلى الرغم من أنه تقرر في البداية مواصلة المسابقة، إلا أنه تم إلغاؤها لاحقًا. أعيد إحياء البطولة للمرة الثانية بعد 20 عامًا عندما أنشأ كاسا دا إمبرينسا (بيت الصحافة) كأسًا أطلق عليها اسم aça de Ouro da Imprensa للتنافس عليها بين الأبطال الوطنيين والفائزين بالكؤوس.

## سجل البطولات
| النادي          | الفوز | سنوات الفوز |
| --------------- | ----- | --- |
| بورتو           | 24    | 1981، 1983، 1984، 1986، 1990، 1991، 1993، 1994، 1996، 1998، 1999، 2001، 2003، 2004، 2006، 2009، 2010، 2011، 2012، 2013، 2018، 2020، 2022، 2024 |
| بنفيكا          | 10    | 1980، 1985، 1989، 2005، 2014، 2016، 2017، 2019، 2023، 2025                                                                                     |
| سبورتينغ لشبونة | 9     | 1982، 1987، 1995، 2000، 2002، 2007، 2008، 2015، 2021                                                                                           |
| بوافيشتا        | 3     | 1979، 1992، 1997 |
| فيتوريا         | 1     | 1988 |

## روابط خارجية
- الصفحة الرسمية لكأس السوبر (بالبرتغالية)
- البرتغال - قائمة الفائزين بكأس السوبر، RSSSF.com